# لورني أتكينسون
لورني أتكينسون (بالفرنسية: Lorne Atkinson) (و. 1921 – 2010 م) هو راكب دراجة هوائية كندي، ولد في فانكوفر، شارك في الألعاب الأولمبية الصيفية 1948، توفي في فانكوفر، عن عمر يناهز 89 عاماً.

## روابط خارجية
- لورني أتكينسون على موقع أرشيف الدراجات (الإنجليزية)
- لورني أتكينسون على موقع إحصائيات الدراجات الإحترافية (الإنجليزية)
- لورني أتكينسون على موقع اللجنة الأولمبية الدولية (الإنجليزية)
- لورني أتكينسون على موقع أوليمبيديا (الإنجليزية)
- لورني أتكينسون على موقع اتحاد ألعاب الكومنولث (مؤرشف) (الإنجليزية)